# Monopylephorus rubroniveus
Monopylephorus rubroniveus är en ringmaskart som beskrevs av Levinsen 1884. Monopylephorus rubroniveus ingår i släktet Monopylephorus och familjen glattmaskar. Arten är reproducerande i Sverige.

## Underarter
Arten delas in i följande underarter:
- M. r. glaber
- M. r. corderoi
- M. r. iturupi
- M. r. ponticus